# Günter Klann
Günter Klann (ur. 29 lipca 1942 w Ostrym Bardzie) – niemiecki lekkoatleta, sprinter, medalista mistrzostw Europy z 1966. W czasie swojej kariery reprezentował Niemiecką Republikę Demokratyczną.
Specjalizował się w biegu na 400 metrów. Zdobył brązowy medal w sztafecie 4 × 400 metrów na mistrzostwach Europy w 1966 w Budapeszcie (sztafeta NRD biegła w składzie: Jochen Both, Klann, Michael Zerbes i Wilfried Weiland). Sztafeta ustanowiła wówczas rekord NRD czasem 3:05,7. Klann startował również w biegu na 400 metrów, ale odpadł w eliminacjach.
Klann był wicemistrzem NRD w biegu na 400 metrów w 1967 oraz brązowym medalistą w 1966 i 1968. Zdobywał złote medale w sztafecie 4 × 400 metrów w latach 1966–1968, złoty medal w 1968 i srebrny w 1967 w sztafecie 4 × 100 metrów oraz złoty medal w 1967 w sztafecie 4 × 200 metrów. Był również brązowym medalistą w hali w 1967.